# اتحاد الجمعيات الأوروبية لعلم الأحياء الدقيقة
اتحاد الجمعيات الأوروبية لعلم الأحياء الدقيقة (FEMS) هو منظمة علمية أوروبية دولية تم تشكيلها من قِبل اتحاد عدد من المنظمات الوطنية؛ وهناك الآن 50 عضوًا بالاتحاد ما بين عضو عادي ومؤقت. 
وهو راعي FEMS Microbiology، التي كانت مجلة واحدة في الأصل، ولكنها الآن مجموعة من 5 مجلات:
- FEMS Microbiology Letters
- FEMS Microbiology Reviews
- FEMS Immunology and Medical Microbiology
- FEMS Microbiology Ecology
- FEMS Yeast Research

التي كانت تُنشر في الأصل لصالح الجمعية من قِبل إلزفير (Elsevier)، ويتم نشرها الآن بواسطة ويلي بلاكويل (Wiley-Blackwell)

## وصلات خارجية
- Society web site